# Derdas
Derdas (griego antiguo Δέρδας) fue un noble macedonio del siglo V-IV a. C., probablemente de la casa real de Elimia, que era hermano de Fila (Phila, Φίλα), la cual se casó con Filipo II de Macedonia. Lo menciona Ateneo.
Tuvo dos hijos, Derdas y Macatas. Macatas fue padre de Macatas, Hárpalo y Filipo de Elimea, el cual llegó a ser sátrapa de India. En 380 a. C., Derdas y el rey macedonio Amintas III ofrecieron ayuda al ejército espartano dirigido por Teleutias contra la confederación olintia de los estados calcídicos. Derdas también ayudó al rey espartano Agesípolis II, quien fue enviado por Esparta para continuar la guerra tras la muerte de Teleutias.